# Episodi di Naruto (quinta stagione)
La quinta stagione dell'anime Naruto è composta da 35 episodi andati in onda dal 24 maggio 2006 all'8 febbraio 2007, con cadenza settimanale, e trasmessi in Italia dal 16 maggio 2008 al 7 luglio 2008, dal lunedì al venerdì. Essa continua il racconto delle missioni dei ninja del Villaggio della Foglia, fino a quando Naruto parte con il suo maestro Jiraiya per allenarsi in giro per il mondo. La storia continua nella serie anime Naruto: Shippuden, che traspone gli eventi della seconda parte del manga Naruto.
Le sigle di apertura sono: Re:member dei Flow (episodi 186-202) e Yura Yura (ユラユラ? lett. "Esitazione") degli Hearts Grow (episodi 203-220). Le sigle di chiusura sono: Yellow Moon di Akeboshi (episodi 186-191), Pinocchio (ピノキオ?, Pinokio) del gruppo femminile OreSkaBand (episodi 192-202) e Scenario (シナリオ?, Shinario) dei Saboten (episodi 203-220).

## Lista episodi
| Nº  | Titolo italiano Giapponese 「Kanji」 - Rōmaji | In onda           | In onda        |
| Nº  | Titolo italiano Giapponese 「Kanji」 - Rōmaji | Giapponese        | Italiano       |
| 186 | Ridere fa bene 「笑うシノ」 - Warau Shino | 24 maggio 2006    | 16 maggio 2008 |
| 186 | Naruto e Shino vengono messi al servizio di un uomo chiamato Fuuta, appartenente alla famiglia Kagetsu. Costui riceverà in eredità dal padre appena deceduto l'immensa fortuna che possiede la famiglia ad una condizione: non deve assolutamente ridere al funerale, altrimenti il denaro verrà diviso tra tutti gli altri membri del clan. In alternativa, può nominare un suo sostituto per il funerale, e la scelta ricade su Shino. Quest'ultimo viene "avvelenato" da una sostanza esilarante messa nel cibo, quindi toccherà a Naruto sostituire Fuuta. Durante il funerale, tutti i presenti faranno in modo che Naruto rida con innumerevoli stratagemmi. In realtà era tutto un trucco del loro padre che voleva che i suoi figli capissero che è più importante la felicità del denaro. |                   |                |
| 187 | Mercanti da proteggere 「開業!!木ノ葉引越センター」 - Kaigyō!! Konoha hikkoshi sentā | 31 maggio 2006    | 19 maggio 2008 |
| 187 | Tsunade manda Naruto, Choji e Hinata nel Paese del Verde per scortare un gruppo di mercanti ambulanti. Intanto il villaggio viene attaccato dai Janin. Naruto, vedendo del fumo salire in cielo nella direzione del villaggio, corre a vedere cos'è successo. Lì viene attaccato dagli scagnozzi dei Tre, ma riesce a stenderli, decidendo però di ritirarsi. Infine Kikunoju, uno dei mercanti, affronta uno dei Tre venendo però ucciso. |                   |                |
| 188 | Emergenza 「不可解 狙われた行商人」 - Fukakai, nerawareta gyōshōnin | 7 giugno 2006     | 20 maggio 2008 |
| 188 | Viene deciso di dividere in due il gruppo in modo da rafforzare il gruppo più lento che cadrebbe certo vittima dell'attacco nemico. Naruto va a vedere cos'è successo dov'erano i Janin e trova Kikunoju morto. Fa in tempo a tornare da Choji mentre il gruppo subisce un attacco ma il nemico se ne va per un semplice motivo: ciò che cercano non si trova lì. Raggiunto l'altro gruppo vengono a conoscenza che tra i mercanti c'è la principessa del Paese del Verde, Haruna, che sta lasciando il paese sotto protezione per non morire. Tornato il ninja che ha ucciso Kikunoju inizia il combattimento e immobilizza Naruto in una prigione d'acqua. |                   |                |
| 189 | La forza dei Janin 「地下水 無尽蔵の忍具」 - Chikasui Mujinzou no ningu | 14 giugno 2006    | 21 maggio 2008 |
| 189 | Naruto e Choji, con l'aiuto di Yourinoju, che riesce a portare il janin sopra delle rocce dove non c'è presenza di acqua e quindi il suo potere non ha effetto, riescono a sconfiggere uno dei tre Janin. Successivamente Naruto corre da Hinata per avvertirla del pericolo. Nel frattempo la principessa Haruna colpisce Hinata alle spalle lasciandola a terra svenuta perché vuole salvarsi dai criminali. Si fa vivo allora il secondo dei Janin che, dopo aver eliminato Ruiga inizia un combattimento con Naruto, il quale sembra essere in grave difficoltà. |                   |                |
| 190 | Il punto cieco del magnete 「白眼は見た！磁気使いの死角」 - Byakugan wa mita! Jiki tsukai no shikaku | 21 giugno 2006    | 22 maggio 2008 |
| 190 | Hinata giunge in soccorso di Naruto e inizia a combattere contro il secondo Janin. Nonostante la sua inferiorità, riesce a scoprire il punto debole del nemico e a eliminarlo. |                   |                |
| 191 | Per il bene del paese 「死の宣告“くもり時々晴れ”」 - Shi no Senkoku "Kumori Tokidoki Hare" | 28 giugno 2006    | 23 maggio 2008 |
| 191 | Renga, il terzo Janin, attacca Haruna e Naruto ma dopo un estenuante combattimento ferisce mortalmente quest'ultimo. Renga, morente, provoca Haruna di dagli lei il colpo finale ma, non volendo abbassarsi al livello del Janin, rifiuta. Arrivati i rinforzi da Konoha e nominata principessa del Paese del Verde Haruna, i ninja fanno ritorno al villaggio. |                   |                |
| 192 | Controfigura per amore 「いの絶叫！ ポッチャリ♥パラダイス」 - Ino zekkyō! Pocchari ♥ Paradaisu | 5 luglio 2006     | 26 maggio 2008 |
| 192 | Ino deve fare la controfigura della principessa Fuku che deve incontrare il suo amato e così lei e Naruto vanno nella residenza della principessa che, a causa della sua obesità, non vuol fare brutta figura con l'uomo che ama. Nonostante alcuni pasticci causati da Naruto alla fine tutto viene chiarito e l'uomo confessa che la vera Fuku è molto meglio. |                   |                |
| 193 | Una sfida per Rock Lee 「ビバ道場破り！ 青春はバクハツだ」 - Biba dōjōyaburi! Seishun wa bakuhatsu da | 12 luglio 2006    | 27 maggio 2008 |
| 193 | Lee ha creato una scuola di arti marziali e Gai, venuto a sapere da Naruto di ciò, decide di sfidarlo sotto travestimento. Gai deve però andare in missione e Nafafushi, un ninja straniero, prende le sue sembianze per poter raccogliere informazioni sul villaggio, ma Naruto, scambiandolo per Gai, lo porta alla scuola ed è costretto ad affrontare Lee. Per scappare Nafafushi si trasforma in Lee ma deve affrontare il vero Gai di ritorno. Alla fine si scopre la verità e Nafafushi viene catturato. |                   |                |
| 194 | Il castello dei fantasmi 「怪奇 呪われた幽霊城」 - Kaiki, norowareta yureishiro | 19 luglio 2006    | 28 maggio 2008 |
| 194 | Lady Kayo, signora del Paese del Miele, si stava dirigendo nel Paese dei Fagioli, quando una strana luce abbaglia lei e i suoi uomini. Naruto, Kiba ed Hinata partono alla loro ricerca e si fermano in un castello per via della pioggia. Il castello è in realtà un animale evocato che ne ha preso la forma e deve uccidere tutti coloro che ci entrano per ordine di Kusa Kubisaki che aiuta i tre a trovare il rotolo in modo da distruggerlo e far sparire l'animale. |                   |                |
| 195 | Un nuovo rivale 「第三の超獣 最大のライバル」 - Daisan no chōjū, Saidai no raibaru | 26 luglio 2006    | 29 maggio 2008 |
| 195 | Tsunade visita Rock Lee e dice che si è stancato troppo e gli vieta missioni e allenamenti pesanti. Gai va con Lee ad allenarsi e il maestro gli presenta Yagura, un novellino a cui Gai sta insegnando le arti marziali. Mentre Yagura combatte con Lee, gli danneggia gravemente la gamba. Tsunade gli vieta allora di allenarsi e Gai, non potendo portarlo in missione, chiama Yagura. Tsunade informa Neji, Tenten e Naruto di andare a cercarli perché quello è Genshou e non Yagura. Gai perde di vista Yagura e si ritrova a dover affrontare delle strane macchine che alla fine si attaccano formando una casa dove egli è intrappolato. |                   |                |
| 196 | Allievo contro maestro 「涙の激突！ 熱血師弟対決」 - Namida no Gekitotsu! Nekketsu shitei taiketsu | 9 agosto 2006     | 30 maggio 2008 |
| 196 | Genshou è uno dei fratelli Ryuudoin che vogliono vendicare il padre che combatté con Gai. Dopo l'arrivo di Neji, Tenten e Naruto, fa la sua comparsa anche Lee che riesce ad entrare nella casa. Genshou con una tecnica fa combattere Lee contro un manichino e Gai contro un altro manichino. In realtà sia Lee che Gai muovono il manichino dell'avversario e comunicano con l'alfabeto Morse, riuscendo a rompere i manichini. Alla fine i tre fratelli confessano di aver frainteso ciò che il padre aveva detto loro. |                   |                |
| 197 | Piano di sicurezza di livello "S" 「大ピンチ！ 木の葉の11人全員集合」 - Daipinchi! Konoha no jūichi nin zen'in shūgō | 16 agosto 2006    | 3 giugno 2008  |
| 197 | Genno, maestro di trappole, viene dal Villaggio della Sabbia per lavorare in un cantiere edile. La sua vera missione consiste nel rubare le piante dei palazzi di Konoha e rubandole viene inseguito dalla squadra ANBU, facendosi però esplodere nella foresta. Quasi tutti i ninja della Foglia si dirigono ai confini del villaggio per impedire qualunque entrata di estranei mentre Shikamaru riunisce gli 11 di Konoha (il suo gruppo, quello di Neji, di Shino, più Naruto e Sakura) i quali devono cercare informazioni su Genno. Dato che andava spesso a mangiare ramen con Naruto, gli ANBU vanno da quest'ultimo per chiedergli informazioni su di lui. |                   |                |
| 198 | Ipnosi regressiva 「暗部もお手上げ ナルトの記憶」 - Anbu mō teage, Naruto no kioku | 23 agosto 2006    | 4 giugno 2008  |
| 198 | Anche con la Tecnica dell'Ipnosi regressiva gli ANBU non riescono a sapere molto da Naruto riguardo a Genno. Tsunade invia tutti i ninja ai confini del Villaggio della Cascata dove sembra essere in corso un'invasione sotto addestramento e si sono scoperte presenze di Genno prima di arrivare a Konoha e chiede a Shikamaru di andare là con gli altri, questi però si rifiuta poiché pensa che sia un piano di Genno e così continua a cercare informazioni. Scoprono inoltre che Genno non è esploso ma che aveva piazzato trappole che facessero sembrare un'esplosione. Mentre i ninja della Cascata si ritirano, un uccello getta sul villaggio le piante rubate. |                   |                |
| 199 | Bersaglio in avvicinamento 「的外れ 見えてきた標的」 - Matohazure, Mietekita hyōteki | 30 agosto 2006    | 5 giugno 2008  |
| 199 | Si scopre che Genno non è morto e ha piazzato carte bomba in tutto il villaggio collegate tra loro con fili di chakra che si attivano con un detonatore in accademia. Neji scopre inoltre un passaggio nel luogo dell'esplosione dove Genno sembra essersi nascosto. |                   |                |
| 200 | A caccia di bombe 「現役バリバリ 最強の助っ人」 - Gen'eki baribari, Saikyō no suketto | 13 settembre 2006 | 6 giugno 2008  |
| 200 | Genno è in realtà un ninja del Paese del Bagliore che aveva piazzato le bombe trent'anni prima, durante la guerra contro Konoha. La Foglia vinse la guerra e Genno rimase senza uno scopo. Homura Mitokado e Koharu Utatane vengono mandati da Tsunade a cercare delle bombe da disattivare. Dopo aver litigato con Tsunade, Koharu se ne va con Homura in un quartiere disabitato. Koharu riesce a vedere una carta-bomba murata dentro ad una parete e riesce a farla uscire. Dopo averla portata a Tsunade, spiega a Shikamaru, Choji ed Ino che è una carta-bomba di circa 30 anni. Naruto si reca nella montagna dove sono scolpiti i volti degli Hokage e proprio lì trova Genno, che gli spiega la sua storia.                                                                              |                   |                |
| 201 | Conto alla rovescia 「多重トラップ 崩壊のカウントダウン」 - Tajū torappu, Hōkai no kauntodaun | 20 settembre 2006 | 9 giugno 2008  |
| 201 | Shikamaru scopre le intenzioni di Genno, che vuol far crollare la Montagna di Pietra, dove sono scolpiti i volti degli hokage. Gli 11 di Konoha, collaborando, impediscono a Genno di far esplodere le bombe. In verità Genno voleva distruggere il Villaggio della Foglia, ma in Naruto ha trovato qualcosa del figlio morto in guerra, così ha deciso di manomettere tutti i detonatori. |                   |                |
| 202 | Top five 「本日発表！「忍者たちの汗と涙の名勝負ベスト５！ お楽しみの番外編もあるってばよ」スペシャル」 - Honjitsu Happyō! "Ninjatachi no ase to namida no Meishōbu Besuto 5! Otanoshimi no bangai hen moaruttebayo" Supesharu | 27 settembre 2006 | 10 giugno 2008 |
| 202 | La puntata elenca i migliori cinque combattimenti dell'anime votati dagli spettatori in ordine decrescente: 5° - Naruto contro Sasuke (ep. 107), 4° - Choji contro Jirobo (ep. 113), 3° - Kiba e Akamaru contro Sakon e Ukon (ep. 121), 2° - Neji contro Kidomaru (ep. 116), 1° - Naruto contro Sasuke (ep. 134). Alla fine vengono mostrati in collegamento Jiraiya, Sasuke e Orochimaru. |                   |                |
| 203 | Kurenai lascia la squadra 「紅の決断 とり残された第8班」 - Kurenai no ketsudan, Torinokosareta Daihachihan | 5 ottobre 2006    | 11 giugno 2008 |
| 203 | Durante i suoi allenamenti Naruto osserva Yagumo, una ragazza del clan Kurama, che dipinge Konoha con un cielo a nuvole nere. Il cielo del villaggio diviene veramente oscuro e, dopo che Yagumo disegna un lampo che colpisce il villaggio, un lampo colpisce davvero il villaggio. Yagumo viene presa da due ninja medici e un ANBU. Kurenai vuole intanto lasciare la squadra 8 e parlando con Tsunade di ciò, viene sentita da Sakura che rivela a Naruto quel che ha sentito. Kurenai lascia la squadra 8 per un motivo riguardante Yagumo, un tempo sua allieva, che ora è sotto sorveglianza dai due ninja medici e l'ANBU. Naruto, trasformato in Kurenai, entra nella residenza del clan Kurama ma viene anestetizzato e riportato al villaggio.                                          |                   |                |
| 204 | Pericolo imminente 「狙われた八雲 封印された能力」 - Nerawareta Yakumo, Fūinsareta nōryoku | 5 ottobre 2006    | 12 giugno 2008 |
| 204 | In un sogno Naruto vede Kurenai con Yagumo e decide di andare dalla maestra per parlarle, ma lei è partita per la residenza di Yagumo e, una volta raggiunta, imprigiona il Genin con un'arte illusoria. Nella residenza intanto giunge un attacco dai ribelli e chiedono aiuto al villaggio. Vengono inviati Gai, Sakura e il gruppo 8. Trovano anche Naruto sempre bloccato a causa di Kurenai che nel frattempo ha sconfitto un ninja del clan Kurama e raggiunto Yagumo. |                   |                |
| 205 | Il segreto di Kurenai 「紅の極秘任務～三代目との約束」 - Kurenai no gokuhi ninmu~ Sandaime to no yakusoku | 5 ottobre 2006    | 13 giugno 2008 |
| 205 | Unkai, il capo del clan, vuole riavere Yakumo e, dopo che Kurenai ha sconfitto tutti gli altri membri del clan, si trova a dover affrontare la Jonin. Arrivano ad aiutare Kurenai anche i ninja della Foglia che riescono a mettere in fuga Unkai. Viene raccontata la storia di Yakumo agli altri ninja: Kurenai, per ordine del Terzo Hokage, si prendeva cura di Yakumo ma poi le ordinò di sigillarle i poteri. |                   |                |
| 206 | Incubi reali 「幻術か現実か 五感を制するもの」 - Genjutsu ka genjitsu ka, Gokan o seisuru mono | 19 ottobre 2006   | 16 giugno 2008 |
| 206 | I ninja tornano con Yakumo al villaggio ma lo trovano semidistrutto: in realtà si tratta di una potente illusione di Yakumo e Unkai spiega a Naruto come uscirne e riescono a scappare anche Sakura e il Team 8. La vera nemica di Yakumo è Kurenai che non viene fatta uscire dall'illusione poiché la ragazza vuole vendicarsi sulla sua vecchia maestra. |                   |                |
| 207 | Le tenebre della mente 「封じられたはずの能力」 - Fūjisaretahazu no nōryoku | 26 ottobre 2006   | 17 giugno 2008 |
| 207 | Per salvare Kurenai, Naruto rientra nell'illusione mentre Unkai spiega che il vero assassino dei genitori di Yakumo è Idou, il suo alter ego, e che il Terzo Hokage voleva uccidere esso e non la ragazza. Quando Yakumo scopre ciò cerca di togliersi la vita ma viene però fermata da Idou che si mostra e inizia a combattere con Naruto. Grazie al sostegno di Kurenai Yakumo uccide Idou e alla fine Kurenai ritorna nel Team 8. |                   |                |
| 208 | Patrimonio nazionale 「名器 花鳥風月の重さ」 - Meiki, Kachōfūgetsu no omosa | 2 novembre 2006   | 18 giugno 2008 |
| 208 | Naruto e Kiba devono scortare un preziosissimo manufatto artistico, un vaso chiamato Bellezza Naturale. Si unisce a loro anche Shinemon, il cliente della missione, che però mette in situazioni molto pericolose i due ninja e attira l'attenzione di parecchi malintenzionati. Durante il viaggio Shinemon e il vaso vengono rapiti. Naruto e Kiba riescono a sconfiggere gli avversari, ma il vaso viene distrutto e Shinemon viene salvato in extremis. Infine si scoprirà che quest'ultimo era la vera persona da proteggere e non il vaso. |                   |                |
| 209 | Gli emarginati 「敵は『不忍』」 - Teki wa "Shinobazu" | 9 novembre 2006   | 19 giugno 2008 |
| 209 | Naruto, Sakura e Rock Lee vengono inviati in missione con l'ordine di scortare il prigioniero Gantetsu fino alla capitale del Paese delle Foreste. Tuttavia il gruppo di criminali a cui appartiene Gantetsu, gli Emarginati, attacca la barca su cui viene tenuto prigioniero, tagliandola a metà. |                   |                |
| 210 | La foresta dell'inganno 「迷いの森」 - Mayoi no mori | 16 novembre 2006  | 20 giugno 2008 |
| 210 | La barca precipita da una cascata. Naruto e Todoroki, capitano e unico rimasto della scorta, sono costretti a fuggire dagli Emarginati portandosi appresso Gantetsu. Quest'ultimo si rivela essere una brava persona, salvando Naruto e aiutandolo ad eliminare il primo degli emarginati. Rock Lee e Sakura, intanto, vengono attaccati da una banda di ragazzini. |                   |                |
| 211 | Ricordi confusi 「炎の記憶」 - Honō no kioku | 30 novembre 2006  | 23 giugno 2008 |
| 211 | Mentre Todoroki racconta di come Gantetsu ha ucciso la sua famiglia, i ragazzi raccontano a Rock Lee e a Sakura di essere stati salvati proprio dall'Emarginato durante i saccheggi. Monju, uno degli Emarginati, fa prigionieri sia Todoroki che Naruto e fugge con Gantetsu. Tuttavia questi riescono a liberarsi e a inseguirlo. Monju incontra casualmente Sakura, Rock Lee e i ragazzi. Monju sta per uccidere il ragazzo capo della banda, Akio, che si scopre essere il fratello che Todoroki stesso credeva morto. Arrivano in soccorso Naruto e Todoroki. |                   |                |
| 212 | Ognuno al suo destino 「それぞれの道」 - Sorezore no michi | 7 dicembre 2006   | 24 giugno 2008 |
| 212 | Naruto riesce a sconfiggere Monju e Rock Lee lo elimina con un calcio ma arriva Shuura, capo degli Emarginati, che rapisce Akio. Naruto, Rock Lee, Todoroki e Gantetsu partono verso la base segreta degli Emarginati per salvare Akio. Naruto affronta Shuura, riuscendo a sconfiggerlo e eliminarlo, mentre Todoroki e Gantetsu riescono a salvare Akio. Alla fine, Todoroki si riconcilia con Gantetsu, e riparte insieme ai tre ninja del Villaggio della Foglia. |                   |                |
| 213 | Amnesia 「失われた記憶」 - Ushinawareta kioku | 14 dicembre 2006  | 25 giugno 2008 |
| 213 | Naruto trova un ragazzo in stato di amnesia in riva al fiume. Viene affidato alle cure di Sakura e dopo qualche giorno è in grado di reggersi in piedi. Il ragazzo viene chiamato Menma (germoglio di bambù) da Naruto, ispirato da un ingrediente del ramen. Menma si prodiga molto per aiutare gli abitanti del villaggio, aiutando anche Naruto quando questi è attaccato da un ninja straniero, dandogli chakra con delle onde sonore generate da un'ocarina che egli suona. |                   |                |
| 214 | Ricordi temporanei 「取り戻した現実」 - Torimodoshita genjitsu | 21 dicembre 2006  | 26 giugno 2008 |
| 214 | Tsunade è inquieta ed esprime la preoccupazione che Menma possa essere un ninja proveniente dal Villaggio del Suono, vedendo la sua abilità nel suonare l'ocarina. Così Naruto, Neji e Tenten vengono mandati in missione con il ragazzo per cercare di fargli ritornare la memoria. Giungono ad un villaggio che è stato recentemente attaccato da dei banditi. Il misterioso ninja sconfitto da Naruto a Konoha si rifà vivo, pugnalando Menma nella schiena. Medicandolo, però, il capo villaggio riconosce Menma come uno dei banditi. |                   |                |
| 215 | Un passato da espiare 「消し去りたい過去」 - Keshi saritai kako | 21 dicembre 2006  | 30 giugno 2008 |
| 215 | Naruto e gli altri riescono a convincere il capo villaggio a lasciare in vita Menma. Poco dopo il villaggio viene attaccato dai banditi, il cui capo è Shin, il ninja che ha ferito Menma. Naruto e gli altri riescono a sconfiggerli ma non riescono a catturare Shin. Menma insiste nel farsi portare da Naruto in una miniera nelle vicinanze: infatti solo grazie ad un'esplosione si potrà salvare il villaggio da un'imminente inondazione causata da Shin. Menma si sacrifica facendosi esplodere e Naruto sconfigge Shin. |                   |                |
| 216 | Il demone Tasso nell'occhio del mirino 「消えた匠 狙われた守鶴」 - Kieta takumi - Nerawareta Shukaku | 11 gennaio 2007   | 1º luglio 2008 |
| 216 | Kakashi scopre che dal Villaggio degli Artigiani sono scomparsi quattro ninja, i Fenomeni Celesti, con delle armi molto potenti. Questi si recano al Villaggio della Sabbia, dove rapiscono Matsuri, allieva di Gaara, per poterlo attirare allo scoperto e catturare il demone nascosto dentro di lui. Gaara, Temari e Kankuro e partono all'inseguimento dei Fenomeni Celesti. Nel Villaggio della Foglia Tsunade convoca i Genin di Konoha, assegnando il comando a Shikamaru. |                   |                |
| 217 | Alleati della Sabbia 「砂の同盟国 木ノ葉の忍」 - Suna no dōmeikoku - Konoha no shinobi | 18 gennaio 2007   | 2 luglio 2008  |
| 217 | Gaara, Kankuro e Temari si ritrovano costretti ad affrontare tre dei Fenomeni Celesti, che rivelano tutta la potenza, mentre il quarto fugge con Matsuri. Quando Temari sta per essere sconfitta dalla sua avversaria, Shikamaru e Ino la salvano. Anche Kankuro è in difficoltà ma in suo soccorso giungono Chouji e Kiba. Naruto e Rock Lee tardano invece a raggiungere Gaara. |                   |                |
| 218 | Sabbia come cemento 「封じられた砂水虎の反撃」 - Fūjiwareta suna mizu tora no hangeki | 25 gennaio 2007   | 3 luglio 2008  |
| 218 | Grazie ad un attacco combinato degli artigiani, la sabbia di Gaara è bagnata e non può essere utilizzata. Gaara viene salvato da Naruto e da Rock Lee e poi curato da Sakura. Intanto Shikamaru combina la sua ombra con quella di una cascata in modo da potenziarla e paralizzare il nemico, in modo tale da permettere a Temari di colpirlo. Kiba e Chouji distraggono l'altro artigiano mentre Kankuro ha il tempo intrappolare il suo nemico e di ucciderlo. Una volta riprese le forze, Gaara uccide il suo avversario prendendo della sabbia dalla sua armatura e trafiggendolo con una lancia di sabbia. Tutti si ritrovano ad inseguire l'ultimo artigiano rimasto che tiene in ostaggio Matsuri.                                                                                         |                   |                |
| 219 | Il ritorno dell'arma leggendaria 「よみがえった究極兵器」 - Yomigaetta kyūkyoku heiki | 1º febbraio 2007  | 4 luglio 2008  |
| 219 | L'ultimo artigiano sacrifica la sua vita per evocare Seimei, il defunto maestro del Villaggio degli Artigiani. Naruto e Gaara tentano di opporsi al nemico, ma vengono entrambi malamente feriti. Il demone Tasso tenta quindi di impossessarsi nuovamente di Gaara prendendo metà del suo corpo. |                   |                |
| 220 | Partenza 「旅立ち」 - Tabidachi | 8 febbraio 2007   | 7 luglio 2008  |
| 220 | Gaara riesce a non farsi controllare dal demone Tasso e, grazie ad una lancia di sabbia, riesce a trafiggere Seimei, uccidendolo e salvando Matsuri. Segue poi una lunga presentazione per descrivere la partenza di Naruto per l'allenamento con Jiraiya, descrivendo le aspettative di tutti gli undici di Konoha. |                   |                |